# Leonello Lomellini
Leonello Lomellini (Genova, 1350 circa – Genova, 1420) è stato un mercante e politico italiano, governatore della Corsica per conto della Repubblica di Genova negli anni a cavallo tra il XIV e il XV secolo.
Nacque intorno al 1350 da Napoleone Lomellini e Teodora Di Negro e fin da giovane seguì le orme del padre come mercante. Nel 1378 entrò come delegato del padre nell'associazione mercantile, detta maona, incaricata dalla Repubblica di Genova del governo della Corsica.
Lomellini raggiunse l'isola insieme a Giovanni de Magnerri per assumere la carica di governatore ma si scontrò fin da subito con Arrigo della Rocca, un nobile corso che si era ribellato ai genovesi autoproclamandosi conte dell'isola. Grazie all'appoggio degli aragonesi il conte Arrigo ebbe facilmente ragione dei due mercanti genovesi e delle poche truppe di cui essi disponevano: Giovanni de Magnerri fu ucciso e Lomellini fu fatto prigioniero, riottenendo in seguito la libertà dietro il pagamento di 4000 fiorini.
Ritornato in Corsica nel 1383 Lomellini si stabilì a Biguglia, un piccolo borgo situato nell'entroterra del nord dell'isola. Il luogo sembrava però difficilmente difendibile e il governatore decise di trasferirsi sulla costa, dove in caso di bisogno avrebbe potuto essere raggiunto più facilmente da rinforzi genovesi. Tentò inizialmente di fortificare Aleria, fallendo a causa degli attacchi di Arrigo della Rocca, quindi si spostò nel villaggio di pescatori chiamato Porto Cardo dove iniziò la costruzione della fortezza di Bastia.
Riuscì a riottenere il controllo della parte settentrionale dell'isola ma nel 1391 fu nuovamente sconfitto nel corso di una insurrezione guidata da Paolino da Campo Casso e costretto a rientrare a Genova, dove sperava di ottenere rinforzi. Vista l'ostilità dei Corsi nei confronti della maona il doge Antoniotto Adorno decise però di non riconfermare l'incarico a Leonello Lomellini e la Repubblica assunse l'amministrazione diretta delle zone della Corsica ancora sotto il controllo genovese. A quel punto la maggior parte degli altri membri dell'associazione mercantile rinunciò alla proprie quote, che vennero acquisite dalla famiglia Lomellini.
Nel 1400, durante la cosiddetta "dedizione" a Carlo VI di Francia, confidando nell'amicizia del governatore francese di Genova Jean II Le Meingre, Lomellini intentò una causa per chiedere il riconoscimento degli accordi firmati nel 1378 con la maona, che non erano stati mai ufficialmente annullati. Lomellini vinse la causa e il 9 marzo 1406 ottenne nuovamente il governo della Corsica ed il titolo di conte dell'isola come feudatario del re di Francia. Tornato sull'isola insieme al fratello Andrea e al cugino Valentino, nel 1407 dovette affrontare Vincentello d'Istria, figlio della sorella di Arrigo della Rocca, il quale grazie al sostegno del re Martino I di Aragona riuscì in breve tempo a conquistare le terre sotto il controllo genovese.
A quel punto Leonello Lomellini tornò definitivamente a Genova dove, avendo ormai perso gran parte della sua influenza politica, negli ultimi anni di vita si dedicò principalmente alle attività mercantili, che gli fruttarono ingenti guadagni. 
Aveva sposato Pietra di Luciano Doria, dalla quale ebbe diversi figli, tra cui si ricordano Matteo, che ricoprì diversi incarichi politici a Genova, Stefano e Clarice.